# 암레토 프리냐니
암레토 프리냐니(이탈리아어: Amleto Frignani amˈlɛːto friɲˈɲaːni[*]; 1932년 3월 5일, 에밀리아-로마냐 주 카르피 ~ 1997년 3월 2일, 캘리포니아 주 프레즈노)는 이탈리아의 전 축구 선수로, 현역 시절 스트라이커로 활약했다.

## 클럽 경력
프리냐니는 9년 동안 세리에 A의 밀란, 우디네세, 그리고 제노아에서 활약하며 248번의 경기 출전 40골 득점 기록을 남겼다.

## 국가대표팀 경력
국가대항전에서 프리냐니는 이탈리아 국가대표팀 일원으로 1952년에서 1957년까지 활약하며 14번의 경기에 출전해 6골을 기록했고, 1954년 월드컵에도 참가했다.

## 수상
밀란
- 세리에 A: 1954–55.